# Adaptive Regelung
Adaptive Regelung wird in der Regelungstechnik eine Regelung genannt, die ihre Kenngrößen an den Prozess anpassen kann. Dabei wächst die Komplexität der Struktur nicht.
Die adaptive Regelung (von adaptieren = sich anpassen) wird eingesetzt, da eine normale Regelung nur relativ kleine Änderungen in der Prozess-Dynamik ausgleichen kann. Deshalb gibt es die adaptive Regelung für größere, langsame Änderungen, bei denen ein statischer Regler nicht mehr zufriedenstellend arbeiten kann. Beispiele hierfür sind Überschallflugzeuge, deren Verhalten sich bei jedem Mach stark verändern, ebenso unbekannte oder sich ändernde Delays oder Störungen.

## Einteilung
Typisch  für den Ablauf der Adaption sind dabei die Identifikation, die indirekt oder direkt erfolgen kann, und der Entscheidungsprozess, der über eine Modifikationsstufe die einstellbaren Parameter während des Prozessablaufs ändert.
Der Unterschied der folgenden adaptiven Regelungen besteht dabei in den unterschiedlichen Realisierungen dieser 3 Stufen. Die adaptiven Regelsysteme lassen sich hinsichtlich ihrer Wirkungsweise und ihrem Ausführungsprinzip dabei in 3 Grundstrukturen einteilen.

### Geregelte Adaption mit parallelem Vergleichsmodell (S.137)
Dabei wird das Verhalten des realen Prozesses mit dem des fest vorgegebenen Modelles verglichen. Die Abweichung zwischen Modell und Prozess wird der Adaptionseinrichtung zugeführt. Diese verändert die Reglerparameter, bis die Abweichung möglichst klein wird.
Neben dieser Bezeichnung (Unbehauen 1988) ist auch der Name Modell-Referenz-Regelung (Föllinger 1992) gebräuchlich. Die englische Bezeichnung lautet model reference adaptive systems (MRAS) bzw. model reference adaptive control (MRAC).
| MRAC (Model Reference Adaptive Control) |

### Geregelte Adaption ohne Vergleichsmodell (S. 137–138)
Dabei werden Änderungen im Regelkreis durch eine Identifikationsstufe erkannt und die Regelparameter auf Grundlage eines Gütekriteriums angepasst.
Neben dieser Bezeichnung (Unbehauen 1988) ist auch der Name Self-Tuning-Verfahren (Föllinger 1990 6. Auflage S. 15) gebräuchlich.
| MIAC (Model Identification Adaptive Control) |

### Gesteuerte Adaption (parameter scheduling) (S. 138)
„Ist das Verhalten eines Regelsystems für unterschiedliche Parameteränderungen der Regelstrecke und Störungen z bekannt, dann ist es oft möglich die erforderlichen Anpassungen der Reglerparameter über eine feste Zuordnung vorzunehmen.“ Bei diesem Verfahren handelt es sich um eine Steuerung der Regelparameter. Die Auswirkungen der Parameteränderungen auf den Regelungsprozess werden nicht betrachtet.